# Jakub Šural
Jakub Šural (* 1. července 1996) je český fotbalový obránce a bývalý mládežnický reprezentant České republiky, momentálně hrající v klubu FC Zbrojovka Brno.

## Rodina
Jeho nejstarší bratr Josef Šural (1990–2019) byl mj. českým fotbalovým reprezentantem, který tragicky zahynul v Turecku. Jeho starší bratr David Šural (* 10. října 1993) je také fotbalistou.

## Hráčská kariéra
Začínal v Blučině, odkud ve věku 10 let přestoupil do 1. FC Brno (dobový název Zbrojovky). Ve Zbrojovce Brno prošel všemi mládežnickými kategoriemi a od jara 2013 začal nastupovat v dorostenecké lize. Za zbrojováckou juniorku si připsal během šesti sezon 37 startů v Juniorské lize, v nichž dal pět branek (2013/14: 3/0, 2014/15: 14/2, 2015/16: 12/1, 2016/17: 1/0, 2017/18: 1/0, 2018/19: 6/2). Na jaře 2014 zasáhl do jednoho divizního utkání v dresu SK Líšeň (tehdejší partnerský klub Zbrojovky Brno v rámci svazového projektu „Farma“). Na jaře 2015 hostoval v Baníku Most, který neúspěšně bojoval o záchranu ve druhé nejvyšší soutěži.
V domácí nejvyšší soutěži debutoval v neděli 25. října 2015 v Brně-Králově Poli, kde domácí Zbrojovka porazila úřadujícího mistra z Plzně 1:0 (poločas 0:0). Jakub Šural přišel na hřiště v 78. minutě za Jana Malíka.

### Reprezentace
V letech 2013–2017 byl členem mládežnických reprezentací České republiky. Nastupoval za reprezentační výběry do 18 let (2013–2014, 11/0), do 19 let (2014–2015, 10/0), do 20 let (2015–2017, 7/0) a do 21 let (2017, 2/0).

### Ligová bilance
| Ročník           | Zápasy | Góly | Minuty | Klub              |
| ---------------- | ------ | ---- | ------ | ----------------- |
| II. liga 2014/15 | 11     | 0    | 885    | FK Baník Most     |
| I. liga 2015/16  | 3      | 0    | 104    | FC Zbrojovka Brno |
| I. liga 2016/17  | 25     | 0    | 1 896  | FC Zbrojovka Brno |
| I. liga 2017/18  | 5      | 0    | 370    | FC Zbrojovka Brno |
| II. liga 2018/19 | 16     | 1    | 1 287  | FC Zbrojovka Brno |
| CELKEM I. LIGA   | 33     | 0    | 2 370  |                   |
| CELKEM II. LIGA  | 27     | 1    | 2 172  |                   |